# Nyárlevélszövő lándzsásmoly
A nyárlevélszövő lándzsásmoly (nyárfalevélszövő lándzsásmoly, Batrachedra praeangusta) a valódi lepkék (Glossata) alrendjébe tartozó lándzsásmolyfélék (Batrachedridae) családjának egyik, hazánkban is honos faja.

## Elterjedése, élőhelye
Észak- és Közép-Európában szokásos faj, amit hazánkban csak néhány helyről ismerünk.

## Megjelenése
Szárnyain apró szürke és barna foltok váltakoznak. A szárny fesztávolsága 13–15 mm.

## Életmódja
Egy évben egy generációja nő fel. A lepkék június-júliusban rajzanak. Már délután aktívak, de főként éjszaka repülnek. A mesterséges fény erősen vonzza őket. Hernyói a nyárfák:
- fehér nyár (Populus alba) és
- rezgő nyár (P. tremula)

összeszőtt leveleit eszik.